# PL/S
PL/S ist eine IBM Mainframe Programmiersprache abgeleitet von PL/I in den späten 1960er-Jahren unter anderem für IBM S/360, IBM S/370 und IBM S/390 Systemen. Anfänglich wurde sie für systemnahe Software, später auch für Anwendungssoftware verwendet. PL/S erlaubt Inline-Assemblersprache und damit direkte Kontrolle über die Hardware, wie Register, Programm Status Word etc.